# Обсерваторія Кека
Обсерваторія Кека (англ. W. M. Keck Observatory) розташована на вершині вулкана Мауна Кеа 4 145 м над рівнем моря в США, на острові Гаваї в складі Обсерваторії Мауна-Кеа. Тут розміщено найбільші оптичні телескопи КЕК-1, КЕК-2, «Джеміні», «Субару», та інші. Гора Мауна-Кеа має унікальний астроклімат, вважається науковим заповідником.

## Історія виникнення та розвитку
1979 року завдяки фонду Вільяма Майрона Кека, заснованому 1954 року з метою підтримки наукових відкриттів та новітніх технологій, 1985 року Говард Б. Кек пожертвував на будівництво та налаштування телескопів 70 мільйонів доларів. Завдяки цьому 1993 року було завершено будування першого телескопа Кека, а у 1996 році світ побачив другий телескоп.

## Телескопи обсерваторії ім. В.М.Кека

### КЕК-1 та КЕК-2
КЕК-1 та КЕК-2 — це два дзеркальних телескопи, еквівалентний діаметр кожного з яких становить 9,82 метри. Телескопи побудовані за системою Річі — Кретьєна, а їх дзеркала складаються з 36 сегментів діаметром 1,8 м, завтовшки 400 мм, вагою 400 кг, виготовлених із церодуру (сорт оптичного скла). Проникна здатність телескопів — 28m.

### Телескоп VLBA
На Мауна-Кеа розташований один з 10 радіотелескопів Антенного масиву дуже великої бази.